# Ciclismo ai Giochi della XXXII Olimpiade - Velocità a squadre femminile
Le gare di velocità a squadre femminile dei Giochi della XXXII Olimpiade si sono svolte il 2 agosto al velodromo di Izu. 
La competizione ha visto la partecipazione di 8 squadre composte da 2 atlete ciascuna.

## Programma
Tutti gli orari sono UTC+9
| Data          | Ora (UTC+9) | Turno          |
| ------------- | ----------- | -------------- |
| 2 agosto 2021 | 15:30       | Qualificazioni |
| 2 agosto 2021 | 16:50       | Semifinali     |
| 3 agosto 2021 | 18:00       | Finale         |

## Record
Prima della competizione il record del mondo e il record olimpico erano i seguenti:
| Record mondiale | 32.034 | Cina | 18 febbraio 2015 Saint-Quentin-en-Yvelines, Francia |
| Record olimpico | 31.928 | Cina | 12 agosto 2016 Rio de Janeiro, Brasile              |

## Regolamento
Nella velocità a squadre, due squadre di due atlete si affrontano su una distanza di due giri di pista. In ciascuna squadra la prima ciclista tira per un giro, per poi spostarsi e permettere al secondo elemento del team di completare la gara
La competizione si svolge in tre turni:
- Qualificazioni: Nelle qualificazioni le squadre scendono in pista a due a due per stabilire, analogamente ad una comune gara a cronometro, il loro tempo di qualifica.
- Semifinale: Gli incontri si basano sulle classifiche dei tempi di qualificazione delle squadre: n. 1 contro 8, n. 2 contro 7, n. 3 contro 6 e n. 4 contro 5.
- Finale:  Le due squadre più veloci delle semifinali, avanzano alla corsa per la medaglia d'oro, mentre le due successive competono per il bronzo. Ci saranno anche la finale per il 5º-6º posto e quella per il 7º-8º posto.

## Risultati

### Qualificazioni
| Pos. | Paese       | Cicliste                                | Tempo  | Note |
| ---- | ----------- | --------------------------------------- | ------ | ---- |
| 1    | Germania    | Lea Friedrich Emma Hinze                | 32.102 |      |
| 2    | Cina        | Bao Shanju Zhong Tianshi                | 32.135 |      |
| 3    | Paesi Bassi | Laurine van Riessen Shanne Braspennincx | 32.465 |      |
| 4    | ROC         | Daria Shmeleva Anastasia Voynova        | 32.476 |      |
| 5    | Messico     | Daniela Gaxiola Yuli Verdugo            | 33.097 |      |
| 6    | Polonia     | Marlena Karwacka Urszula Łoś            | 33.244 |      |
| 7    | Lituania    | Miglė Marozaitė Simona Krupeckaitė      | 33.276 |      |
| 8    | Ucraina     | Lyubov Basova Olena Starikova           | 33.542 |      |

### Primo turno
| Pos. | Manche | Paese       | Cicliste                                | Tempo  | Note |
| ---- | ------ | ----------- | --------------------------------------- | ------ | ---- |
| 1    | 3      | Cina        | Bao Shanju Zhong Tianshi                | 31.804 | Q1   |
| 2    | 4      | Germania    | Lea Friedrich Emma Hinze                | 31.905 | Q1   |
| 3    | 1      | ROC         | Daria Shmeleva Anastasia Voynova        | 32.249 | Q3   |
| 4    | 2      | Paesi Bassi | Shanne Braspennincx Laurine van Riessen | 32.308 | Q3   |
| 5    | 1      | Messico     | Daniela Gaxiola Yuli Verdugo            | 32.701 |      |
| 6    | 3      | Lituania    | Simona Krupeckaitė Miglė Marozaitė      | 32.827 |      |
| 7    | 2      | Polonia     | Marlena Karwacka Urszula Łoś            | 33.022 |      |
| 8    | 4      | Ucraina     | Lyubov Basova Olena Starikova           | 33.285 |      |

### Finali
Gara per l'oro
| Pos. | Paese    | Ciclisti                 | Tempo  | Note |
| ---- | -------- | ------------------------ | ------ | ---- |
|      | Cina     | Bao Shanju Zhong Tianshi | 31.895 |      |
|      | Germania | Lea Friedrich Emma Hinze | 31.980 |      |

Gara per il bronzo
| Pos. | Paese       | Ciclisti                                | Tempo  | Note |
| ---- | ----------- | --------------------------------------- | ------ | ---- |
|      | ROC         | Daria Shmeleva Anastasia Voynova        | 32.252 |      |
| 4    | Paesi Bassi | Shanne Braspennincx Laurine van Riessen | 32.504 |      |

Finale 5º-6º posto
| Pos. | Paese    | Ciclisti                           | Tempo  | Note |
| ---- | -------- | ---------------------------------- | ------ | ---- |
| 5    | Lituania | Simona Krupeckaitė Miglė Marozaitė | 32.808 |      |
| 6    | Messico  | Daniela Gaxiola Yuli Verdugo       | 33.168 |      |

Finale 7º-8º posto
| Pos. | Paese   | Ciclisti                      | Tempo  | Note |
| ---- | ------- | ----------------------------- | ------ | ---- |
| 7    | Polonia | Marlena Karwacka Urszula Łoś  | 33.054 |      |
| 8    | Ucraina | Lyubov Basova Olena Starikova | 33.691 |      |